# Полоцьке намісництво
По́лоцьке намі́сництво (рос. Полоцкое наместничество) — адміністративно-територіальна одиниця в Російській імперії в 1776–1796 роках. Адміністративний центр — Полоцьк. Створене 4 вересня 1776 року на основі Полоцької, Вітебської і Двінської провінцій Псковської губернії. Складалося з 12 повітів. 12 грудня 1796 року перетворене на Білоруську губернію.